# En Garde (Modern Family)
En Garde é o sétimo episódio da primeira temporada da série Modern Family. O episódio foi exibido originalmente pela ABC no dia 4 de Novembro de 2009 nos EUA.

## Sinopse
A família sai para apoiar o novo interesse de Manny, esgrima. Jay está muito animado por ter um campeão em casa e está muito orgulhoso com Manny o que deixa Mitchell com inveja pois quando era novo Claire lhe tirou a chance de impressionar o pai. Cameron mais uma vez dá uma de cineasta e está a filmar tudo o que acontece na família enquanto Phil está determinado a encontrar um talento escondido em Luke.

## Críticas
Na sua transmissão original americana, "En Garde" foi visto por cerca de 8,770 milhões de famílias. Robert Canning da IGN deu ao episódio uma nota de 8,3 chamando-o de "impressionante" e também disse: "A série teve um talento especial para isso até agora, e " En Garde", continuou a tendência com facilidade e inteligência.". Jesse Tyler Ferguson, que interpreta Mitchell, chama este episódio de seu "favorito". Jason Hughes de TV Squad disse: "Até agora, eles conseguiram embalar a cada minuto de cada episódio, e esta semana não foi diferente". O episódio ganhou o Primetime Emmy Award de Mixagem de Som Excepcional para uma Comédia ou Série Dramática (meia hora). 